# Oruzodes flavilunata
Oruzodes flavilunata är en fjärilsart som beskrevs av W. Warren 1913. Oruzodes flavilunata ingår i släktet Oruzodes och familjen nattflyn. Inga underarter finns listade i Catalogue of Life.